# RobiHachi
RobiHachi (яп. ロビハチ) - 12 серийный аниме-сериал созданный Studio Comet. Транслировался с 8 апреля по 24 июня 2019 года. Действие разворачивается в далёком будущем, однако в сюжете присутствуют аллюзии на классический японский роман Токайдотю хидзакуригэ. Главные герои управляют меха-роботом по имени  Hizakuriger, (отсылка к роману Токайдотю хидзакуригэ) который является комедийной пародией на меха по имени Ginguiser из аниме 1970-х годов Chōgattai Majutsu Robo Ginguiser.

## Персонажи
Робби Ярге (яп. ロビー・ヤージ Robī Yāji)
Озвучивание: Кадзуя Накаи (японский) Крис Джордж (английский)
Хатти Кита (яп. ハッチ・キタ)
Озвучивание: Кэисукэ Комото (японский) Стивен Фу (английский)
Работает взыскателем долгов.
JPS-19 (яп. イック)
Озвучка: Даисукэ Сакагути (японский) Энтони Боулинг (английский)
Янг (яп. ヤン Yan)
Озвучка: Томокадзу Сугита (японский) Айан Синклер (английский)
Алло (яп. アロ Aro)
Озвучка: Субару Кимура (японский) Кристофер Векамп (английский)
Грас (яп. グラ Gura)
Озвучка: Синносукэ Токудомэ (японский) Алисон Викторин (английский)

## Производство
Оригинальное аниме было анонсировано Studio Comet 19 ноября 2018. Сериал из 12 эпизодов был срежиссирован Синдзи Такамацу по сценарию Хироко Канасуги. Дизайн персонажей выполнен Юко Яхиро. Трансляция стартовала 8 апреля и продолжалась до 24 июня 2019 года на канале AT-X и на онлайн сервисе AbemaTV.
| №  | Название | Дата премьеры   |
| -- | --- | --------------- |
| 1  | «Traveling Companions; Journey to the Star» транслит..: «Tabi wa Michidure Journey to the Star» (ориг..: 旅は道連れ Journey to the Star) | апрель 8, 2019  |
| 2  | «Truth Found From an Octopus» транслит..: «Tako Kara Deta Makoto» (ориг..: タコから出た真実)                                             | апрель 15, 2019 |
| 3  | «Pique on Planet Pluto» транслит..: «Meiōsei no Hoshi Urami» (ориг..: 冥王星の惑星恨み)                                                  | апрель 22, 2019 |
| 4  | «Merfolk on the End of the Pole» транслит..: «Sao no Sakini Hangyojin» (ориг..: 竿の先に半魚人)                                          | апрель 29, 2019 |
| 5  | «The Don Opens All Doors» транслит..: «Jigoku no Sada Mo Don Shidai» (ориг..: 地獄の沙汰もドン次第)                                      | май 6, 2019     |
| 6  | «Qu-eel-le Surprise» транслит..: «Ne Mimi ni Unagi» (ориг..: 根耳にウナギ)                                                               | май 13, 2019    |
| 7  | «Land of Dreams Just Ahead» транслит..: «Issunsaki wa Yume no Kuni» (ориг..: 一寸先は夢の国)                                             | май 20, 2019    |
| 8  | «Heads I'm Tin, Tails You Lose» транслит..: «Mekaru ga Kachi» (ориг..: メカるが勝ち)                                                     | май 27, 2019    |
| 9  | «The Family That Sticks Together, Hizakuriger» транслит..: «Teishu no Sukina Hizakurigā» (ориг..: 亭主の好きなヒザクリガー)              | июнь 3, 2019    |
| 10 | «Never Get Involved in a Buddies' Quarrel» транслит..: «Badi Kenka wa Inumokuwanai» (ориг..: 相棒喧嘩は犬も食わない)                     | июнь 10, 2019   |
| 11 | «Common Fame is a Common Isekandar» транслит..: «Ki'ite Gokuraku, Isekandaru» (ориг..: 聞いて極楽、イセカンダル)                         | июнь 17, 2019   |
| 12 | «Dream of the Moon, Dream of the Earth» транслит..: «Tsuki no Yume, Chikyū no Yume» (ориг..: 月の夢、地球の夢)                           | июнь 24, 2019   |